# لاورستان
لاورستان، روستایی در دهستان بالاده بخش بیرم شهرستان لارستان در استان فارس ایران است.
این روستا قدیمی‌ترین و پرجمعیت‌ترین روستای غربی بخش بیرم است. نام روستا از کلمه «لاور» که به معنای «دشت» یا «پناهگاه» است و «-ستان» که پسوند مکان است، تشکیل شده‌است. مردم این روستا که همگی شیعه ی اثنی عشری می‌باشند عمدتاً به کشاورزی و دامداری مشغول می‌باشند؛ بعضی از اهالی نیز برای امرار معاش به کشورهای حاشیه جنوبی خلیج فارس مسافرت می‌نمایند.

## لاورستان و دانشگاه
هم اکنون دانشجویان لاورستانی در رشته‌های مهندسی مکانیک، بینائی سنجی، مامایی، پرستاری، علوم تربیتی و در مراکز تربیت معلم به تحصیل دانش مشغولند.

## آثار باستانی
چاه مشهور به کَت در ارتفاعات جنوب و مشرف به روستای جوزقدان از روستاهای بخش بیرم شهرستان لارستان در استان فارس در جنوب ایران واقع است.
چاه کت از آثار قبل از اسلام و منتسب به زرتشتیان ساکن در منطقه می‌باشد؛ که دارای قدمتی ۲٬۰۰۰ ساله می‌باشد.
این چاه در چهار کیلومتری جنوب لاورستان و در ارتفاعات مشرف به روستا قرار دارد.

چاه کَت (Kat) از آثار بجا مانده از قبل از اسلام - ۳ کیلومتری جوزقدان

## جمعیت
بر پایه سرشماری عمومی نفوس و مسکن در سال ۱۳۹۵، جمعیت این روستا برابر با ۴۲۵ نفر (۱۴۴ خانوار) بوده است.